# Jeseter perský
Jeseter perský (Acipenser persicus) je jeseterovitá ryba. Žije v Kaspickém moři, Černém moři a v jejich přítocích kde se tře (Volha, Kura, Ural). Je masivně loven hlavně kvůli jikrám, ze kterých se dělá kaviár. Patří mezi kriticky ohrožené druhy.

## Popis
Jeseter perský patří mezi menší jesetery. Většinou dorůstá 100 - 150 cm. Maximálně asi 240 cm a 70 kg. Má velkou tlamu a kratší rypec než ostatní jeseteři.

## Způsob života
Preferuje teplejší vody (kolem 25 °C). Samci se poprvé rozmnožují v 8 - 15 letech, samice ve 12 - 18 letech.

## Využití
Jeseter perský se komerčně využívá už jen v Íránu k výrobě kaviáru. V Rusku je jeho rybolov zakázán od roku 2000. V červeném seznamu IUCN je jeseter perský označován jako kriticky ohrožený. Ohrožuje ho hlavně nelegální rybolov a znečištění.